# Associazione Sportiva Roma 1940-1941
Questa voce raccoglie le informazioni riguardanti l'Associazione Sportiva Roma nelle competizioni ufficiali della stagione 1940-1941.

## Stagione
L'inizio della guerra costringe la squadra giallorossa a fare molti tagli alla squadra e a puntare sui giovani. Tra i giocatori in partenza dovrebbe esserci anche il portiere Guido Masetti, che dovrebbe accasarsi al Padova, ma all'ultimo l'accordo tra le due società sfuma e l'estremo difensore viene ingaggiato in qualità d'allenatore dal BPD Colleferro dove rimane per almeno le prime nove giornate di campionato, fino a quando Schaffer non è costretto a richiamarlo con una squadra sull'orlo della retrocessione.
In Coppa Italia, la Roma giunge in finale contro il Venezia, dopo esser passata in vantaggio sul 3-0 all'andata con una tripletta di Amedeo Amadei, che proprio in quest'anno esplode segnando 18 gol in campionato, si fa rimontare dai lagunari e pareggia l'incontro per 3-3. Nella finale di ritorno i giallorossi sono sconfitti a Venezia sull'1-0 e perdono così la coppa. A fine anno arriva un nuovo presidente: Edgardo Bazzini, mentre la squadra finisce all'undicesimo posto in classifica.

## Divise
La divisa primaria della Roma è costituita da maglia rossa, pantaloncini bianchi e calzettoni rossi con banda gialla orizzontale; la seconda divisa presenta una maglia bianca con banda giallorossa orizzontale tra torace e addome, pantaloncini e calzettoni neri, questi con una banda giallorossa orizzontale; in alcune partite fuori casa viene usata una divisa completamente nera, con i calzettoni ornati da una banda giallorossa orizzontale. I portieri hanno tre divise: la prima presenta maglia nera (con colletto a polo), calzoncini bianchi, calzettoni rossi con banda gialla orizzontale, la seconda maglia blu, calzoncini neri e calzettoni rossi con banda gialla orizzontale, la terza maglia grigia combinata con gli stessi calzoncini e calzettoni della precedente.
| Casa | Trasferta | Terza divisa | 1ª div. portiere | 2ª div. portiere | 3ª div. portiere |

## Organigramma societario
Di seguito l'organigramma societario.
Area direttiva
- Presidente: Igino Betti

Area tecnica
- Allenatore: Alfréd Schaffer

## Rosa
Di seguito la rosa.
| N. |                   | Ruolo | Calciatore        |
| -- | ----------------- | ----- | ----------------- |
|    | Italia (bandiera) | P     | Ugo Ceresa        |
|    | Italia (bandiera) | P     | Ippolito Ippoliti |
|    | Italia (bandiera) | P     | Guido Masetti     |
|    | Italia (bandiera) | P     | Amedeo Rega       |
|    | Italia (bandiera) | D     | Mario Acerbi      |
|    | Italia (bandiera) | D     | Pietro Acquarone  |
|    | Italia (bandiera) | D     | Romolo Alzani     |
|    | Italia (bandiera) | D     | Erminio Asin      |
|    | Italia (bandiera) | D     | Luigi Brunella    |
|    | Italia (bandiera) | D     | Paolo Jacobini    |
|    | Italia (bandiera) | D     | Luigi Nobile      |
|    | Italia (bandiera) | C     | Giuseppe Bonomi   |

| N. |                      | Ruolo | Calciatore             |
| -- | -------------------- | ----- | ---------------------- |
|    | Italia (bandiera)    | C     | Aristide Coscia        |
|    | Italia (bandiera)    | C     | Mario De Grassi        |
|    | Italia (bandiera)    | C     | Aldo Donati (capitano) |
|    | Albania (bandiera)   | C     | Naim Krieziu           |
|    | Argentina (bandiera) | C     | Cataldo Spitale        |
|    | Italia (bandiera)    | A     | Amedeo Amadei          |
|    | Italia (bandiera)    | A     | Ermes Borsetti         |
|    | Italia (bandiera)    | A     | Trentino Bui           |
|    | Italia (bandiera)    | A     | Omero Carmellini       |
|    | Argentina (bandiera) | A     | Miguel Ángel Pantó     |
|    | Argentina (bandiera) | A     | Francisco Providente   |

## Calciomercato
Di seguito il calciomercato.
| Acquisti | Acquisti            | Acquisti  | Acquisti      |
| R.       | Nome                | da        | Modalità      |
| -------- | ------------------- | --------- | ------------- |
| P        | Cesare Francalancia | Sora      | fine prestito |
| P        | Amedeo Rega         | Trionfale | definitivo    |
| D        | Pietro Acquarone    | Sanremese | definitivo    |
| D        | Romolo Alzani       | Rimini    | definitivo    |
| D        | Erminio Asin        | Lucchese  | definitivo    |
| D        | Enrico Schiavetti   | Sora      | fine prestito |
| A        | Ermes Borsetti      | Torino    | definitivo    |
| A        | Trentino Bui        | Atalanta  | fine prestito |
| A        | Omero Carmellini    | Rimini    | definitivo    |

| Cessioni | Cessioni            | Cessioni | Cessioni      |
| R.       | Nome                | a        | Modalità      |
| -------- | ------------------- | -------- | ------------- |
| P        | Cesare Francalancia | MATER    | definitivo    |
| D        | Renato Cipriani     | Cavese   | definitivo    |
| D        | Andrea Gadaldi      | Brescia  | definitivo    |
| D        | Antonio Fusco       | Pisa     | definitivo    |
| D        | Enrico Schiavetti   | -        | svincolato    |
| C        | Pietro Serantoni    | -        | svincolato    |
| A        | Luciano Alghisi     | Bari     | definitivo    |
| A        | Antonio Campilongo  | -        | fine carriera |
| A        | Otello Subinaghi    | Fanfulla | definitivo    |
| A        | Omero Urilli        | MATER    | definitivo    |

## Risultati

### Serie A

#### Girone di andata
| Arbitro: | Mattea (Torino) |

|                                  |           |            |
| Puricelli 30’ (rig.) Ferrari 56’ | Marcatori | 54’ Amadei |

| Arbitro: | Saracini (Ancona) |

|                                         |           |             |
| Coscia 7’ Providente 30’ Pantó 47’ (89) | Marcatori | 59’ Allasio |

| Bergamo 20 ottobre 1940 3ª giornata | Atalanta           | 0 – 0 referto | Roma | Stadio Mario Brumana (800 circa spett.)\| Arbitro: \| Pizziolo (Firenze) \| |
| Arbitro:                            | Pizziolo (Firenze) |               |      |                                                                             |

| Arbitro: | Scotto (Savona) |

|                                                        |           |                         |
| Amadei 6’ (31), 55’ Carmellini 34’ Borsetti 41’ (rig.) | Marcatori | 17’ (rig.), 57’ Pernigo |

| Arbitro: | Galeati (Bologna) |

|                         |           |                       |
| Fabbri 29’ Trevisan 47’ | Marcatori | 55’ Coscia 79’ Amadei |

| Arbitro: | Bonivento (Venezia) |

|                  |           |                             |
| Pantó 85’ (rig.) | Marcatori | 43’ (rig.) Boffi 83’ Arcari |

| Arbitro: | Scorzoni (Bologna) |

|               |           |            |
| Valcareggi 7’ | Marcatori | 59’ Amadei |

| Arbitro: | Barlassina (Novara) |

|            |           |            |
| Amadei 58’ | Marcatori | 33’ Zironi |

| Arbitro: | Scorzoni (Bologna) |

|                      |           |           |
| Borel 1’, 50’ Bo 35’ | Marcatori | 77’ Pantó |

| Arbitro: | Galeati (Bologna) |

|                            |           |  |
| Amadei 10’, 33’ Coscia 76’ | Marcatori |  |

| Arbitro: | Zelocchi (Modena) |

|                          |           |                     |
| Rosellini 25’ Quario 76’ | Marcatori | 53’ (rig.) Borsetti |

| Arbitro: | Saracini (Ancona) |

|              |           |                            |
| Borsetti 50’ | Marcatori | 30’, 47’ Barberis Muci 86’ |

| Arbitro: | Scorzoni (Bologna) |

|                                                        |           |            |
| Candiani 2’ Demaría 4’ Ferraris 33’, 56’ Guarnieri 74’ | Marcatori | 21’ Amadei |

| Arbitro: | Ciamberlini (Genova) |

|                           |           |              |
| Pantó 31’, 34’ Amadei 39’ | Marcatori | 73’ Zidarich |

| Arbitro: | Galeati (Bologna) |

|                                                    |           |            |
| De Filippis 17’ Grezar 27’ (rig.) Cergoli 47’, 59’ | Marcatori | 84’ Coscia |

#### Girone di ritorno
| Arbitro: | Ciamberlini (Genova) |

|            |           |              |
| Amadei 49’ | Marcatori | 30’ Andreolo |

| Torino 2 febbraio 1941 17ª giornata | Torino              | 0 – 0 referto | Roma | Stadio Filadelfia\| Arbitro: \| Conticini (Firenze) \| |
| Arbitro:                            | Conticini (Firenze) |               |      |                                                        |

| Arbitro: | Scarpi (Dolo) |

|            |           |  |
| Coscia 47’ | Marcatori |  |

| Arbitro: | Zelocchi (Modena) |

|              |           |  |
| Alberico 74’ | Marcatori |  |

| Arbitro: | Curradi (Firenze) |

|                                                         |           |                        |
| De Grassi 19’ Amadei 26’, 63’, 84’ Pantó 37’ Coscia 67’ | Marcatori | 13’ Dugini 74’ Begnini |

| Arbitro: | Ciamberlini (Genova) |

|            |           |                            |
| Meazza 19’ | Marcatori | 42’ Pantó 44’, 58’ Krieziu |

| Arbitro: | Galeati (Bologna) |

|                   |           |             |
| Coscia 68’ (rig.) | Marcatori | 10’ Baldini |

| Arbitro: | Scorzoni (Bologna) |

|                |           |  |
| Piola 43’, 80’ | Marcatori |  |

| Arbitro: | Scarpi (Dolo) |

|                                 |           |  |
| Amadei 56’ Coscia 77’ Pantó 86’ | Marcatori |  |

| Genova 30 marzo 1941 25ª giornata | Genova 1893        | 0 – 0 referto | Roma | Stadio Luigi Ferraris (2 000 spett.)\| Arbitro: \| Galletti (Firenze) \| |
| Arbitro:                          | Galletti (Firenze) |               |      |                                                                          |

| Arbitro: | Ciamberlini (Genova) |

|                              |           |                        |
| Coscia 18’ Pretto 24’ (aut.) | Marcatori | 45’ Barrera 69’ Busani |

| Arbitro: | Scorzoni (Bologna) |

|            |           |          |
| Romano 35’ | Marcatori | 3’ Pantó |

| Arbitro: | Zelocchi (Modena) |

|                                  |           |  |
| Amadei 39’ Pantò 51’ Krieziu 68’ | Marcatori |  |

| Arbitro: | Scorzoni (Bologna) |

|                                                            |           |            |
| Viani 12’, 52’ Cattaneo 40’, 55’ Zidarich 48’ Angelini 51’ | Marcatori | 75’ Amadei |

| Roma 4 maggio 1941 30ª giornata | Roma           | 0 – 0 referto | Triestina | Stadio Nazionale del P.N.F. (6 000 circa spett.)\| Arbitro: \| Gamba (Napoli) \| |
| Arbitro:                        | Gamba (Napoli) |               |           |                                                                                  |

### Coppa Italia

#### Fase finale
| Arbitro: | Scotti (Taranto) |

|                                                                |           |               |
| Coscia 24’ Pantó 48’, 90’ De Grassi 56’ Amadei 77’ (rig.), 84’ | Marcatori | 73’ Subinaghi |

| Arbitro: | Curradi (Firenze) |

|                  |           |                         |
| Krieziu 47’, 82’ | Marcatori | 1’ Zanetti 19’ Calzolai |

| Novara 22 maggio 1941 Ottavi di finale - Replay | Novara        | 0 – 2 (A tavolino) referto | Roma | Stadio Littorio\| Arbitro: \| Scarpi (Dolo) \| |
| Arbitro:                                        | Scarpi (Dolo) |                            |      |                                                |

| Arbitro: | Barlassina (Novara) |

|                                      |           |           |
| Amadei 4’ Pantó 61’ Krieziu 77’, 84’ | Marcatori | 79’ Poggi |

| Arbitro: | Ciamberlini (Genova) |

|           |           |           |
| Capri 65’ | Marcatori | 47’ Pantó |

| Arbitro: | Galeati (Bologna) |

|             |           |  |
| Krieziu 75’ | Marcatori |  |

| Arbitro: | Curradi (Firenze) |

|                      |           |                                       |
| Amadei 14’, 16’, 19’ | Marcatori | 37’ Mazzola 64’ Diotalevi 68’ Alberti |

| Arbitro: | Scorzoni (Bologna) |

|          |           |  |
| Loik 72’ | Marcatori |  |

## Statistiche

### Statistiche di squadra
Di seguito le statistiche di squadra.
| Competizione | Punti | In casa | In casa | In casa | In casa | In casa | In casa | In trasferta | In trasferta | In trasferta | In trasferta | In trasferta | In trasferta | Totale | Totale | Totale | Totale | Totale | Totale | DR  |
| Competizione | Punti | G       | V       | N       | P       | Gf      | Gs      | G            | V            | N            | P            | Gf           | Gs           | G      | V      | N      | P      | Gf     | Gs     | DR  |
| ------------ | ----- | ------- | ------- | ------- | ------- | ------- | ------- | ------------ | ------------ | ------------ | ------------ | ------------ | ------------ | ------ | ------ | ------ | ------ | ------ | ------ | --- |
| Serie A      | 29    | 15      | 8       | 5       | 2       | 35      | 16      | 15           | 1            | 6            | 8            | 13           | 30           | 30     | 9      | 11     | 10     | 48     | 46     | +2  |
| Coppa Italia |       | 4       | 2       | 2       | 0       | 15      | 7       | 4            | 2            | 1            | 1            | 4            | 2            | 8      | 4      | 3      | 1      | 19     | 9      | +10 |
| Totale       |       | 19      | 10      | 7       | 2       | 50      | 23      | 19           | 3            | 7            | 9            | 17           | 32           | 38     | 13     | 14     | 11     | 67     | 55     | +12 |

### Andamento in campionato
Fonte:rsssf
| Giornata  | 1  | 2 | 3 | 4 | 5 | 6 | 7 | 8 | 9 | 10 | 11 | 12 | 13 | 14 | 15 | 16 | 17 | 18 | 19 | 20 | 21 | 22 | 23 | 24 | 25 | 26 | 27 | 28 | 29 | 30 |
| --------- | -- | - | - | - | - | - | - | - | - | -- | -- | -- | -- | -- | -- | -- | -- | -- | -- | -- | -- | -- | -- | -- | -- | -- | -- | -- | -- | -- |
| Luogo     | T  | C | T | C | T | C | T | C | T | C  | T  | C  | T  | C  | T  | C  | T  | C  | T  | C  | T  | C  | T  | C  | T  | C  | T  | C  | T  | C  |
| Risultato | P  | V | N | V | N | P | N | N | P | V  | P  | P  | P  | V  | P  | N  | N  | V  | P  | V  | V  | N  | P  | V  | N  | N  | N  | V  | P  | N  |
| Posizione | 10 | 5 | 8 | 5 | 4 | 8 | 7 | 7 | 8 | 8  | 8  | 12 | 14 | 10 | 13 | 12 | 12 | 12 | 13 | 12 | 8  | 10 | 10 | 7  | 7  | 7  | 8  | 7  | 7  | 11 |

Legenda:

Luogo: C = Casa; T = Trasferta. Risultato: V = Vittoria; N = Pareggio; P = Sconfitta.

### Statistiche dei giocatori
Desunte dalle edizioni cartacee dei giornali dell'epoca.
| Giocatore     | Serie A  | Serie A | Coppa Italia | Coppa Italia | Totale   | Totale |
| Giocatore     | Presenze | Reti    | Presenze     | Reti         | Presenze | Reti   |
| ------------- | -------- | ------- | ------------ | ------------ | -------- | ------ |
| M. Acerbi     | 28       | 0       | 8            | 0            | 36       | 0      |
| P. Acquarone  | 5        | 0       | 1            | 0            | 6        | 0      |
| R. Alzani     | 1        | 0       | 0            | 0            | 1        | 0      |
| A. Amadei     | 30       | 18      | 8            | 6            | 38       | 24     |
| E. Asin       | 2        | 0       | 0            | 0            | 2        | 0      |
| G. Bonomi     | 29       | 0       | 8            | 0            | 37       | 0      |
| E. Borsetti   | 18       | 3       | 5            | 0            | 23       | 3      |
| L. Brunella   | 27       | 0       | 8            | 0            | 35       | 0      |
| T. Bui        | 1        | 0       | 0            | 0            | 1        | 0      |
| O. Carmellini | 3        | 1       | 0            | 0            | 3        | 1      |
| U. Ceresa     | 2        | -5      | 0            | -0           | 2        | -5     |
| A. Coscia     | 30       | 9       | 8            | 1            | 38       | 10     |
| M. De Grassi  | 14       | 1       | 4            | 1            | 18       | 2      |
| A. Donati     | 25       | 0       | 7            | 0            | 32       | 0      |
| I. Ippoliti   | 12       | -19     | 0            | -0           | 12       | -19    |
| P. Jacobini   | 30       | 0       | 7            | 0            | 37       | 0      |
| N. Krieziu    | 20       | 3       | 8            | 5            | 28       | 8      |
| G. Masetti    | 15       | -17     | 8            | -9           | 23       | -26    |
| L. Nobile     | 3        | 0       | 0            | 0            | 3        | 0      |
| M.Á. Pantó    | 30       | 11      | 8            | 4            | 38       | 15     |
| F. Providente | 2        | 1       | 0            | 0            | 2        | 1      |
| A. Rega       | 1        | -5      | 0            | -0           | 1        | -5     |
| C. Spitale    | 2        | 0       | 0            | 0            | 2        | 0      |

### Videografia
- Manuela Romano (a cura di), La storia della A.S. Roma (10 DVD-Video), Corriere dello Sport, Rai Trade, 2006.